# Lina Hähnle
Emilie Karoline Hähnle, meglio nota come Lina Hähnle (Sulz am Neckar, 3 febbraio 1851 – Giengen an der Brenz, 1º febbraio 1941), è stata un'attivista tedesca, fondatrice della Naturschutzbund Deutschland (NABU).Per il suo impegno nella protezione e conservazione degli uccelli viene spesso definita "La madre degli uccelli" (in tedesco: Vogelmutter).

## Biografia
Nata a Sulz am Neckar nel 1851 da Johannes Hähnle, operaio in una salina, e Karoline Friederike Rettig, si trasferì con la famiglia prima presso Rottweil e poi a Tubinga. Nel 1871 sposò suo cugino Hans Hähnle, deputato del Reichstag imperiale e proprietario della Vereinigte Filzfabriken, un'industria tessile; dal matrimonio nacquero sei figli. Lina organizzò anche un piccolo asilo nido nella propria residenza per i figli degli operai dell'azienda gestita dal marito.
A Stoccarda fondò la Bund für Vogelschutz (Lega per la protezione degli uccelli o BfV) nel 1898, con cui tenne diverse conferenze sulla conservazione della biodiversità. Tra i suoi membri e donatori la BfV vantò anche il presidente degli Stati Uniti Woodrow Wilson e l'imprenditore tedesco Robert Bosch.
Lina morì nel 1941 a Giengen an der Brenz all'età di 89 anni.
Il figlio Hermann seguì le sue orme impegnandosi nel campo della protezione della biodiversità, mentre la figlia Lina è tristemente nota per esser stata una delle vittime dell'Aktion T4 nel 1936. Un altro figlio, Eugen è stato membro del Reichstag imperiale.